# باول راوش
باول راوش (بالإنجليزية: Paul Rauch)‏ هو كاتب سيناريو أمريكي، ولد في 1930، وتوفي في 10 ديسمبر 2012.

## وصلات خارجية
- باول راوش على موقع IMDb (الإنجليزية)
- باول راوش على موقع ألو سيني (الفرنسية)
- باول راوش على موقع أول موفي (الإنجليزية)
- باول راوش على موقع قاعدة بيانات الفيلم (الإنجليزية)
- باول راوش على موقع كينوبويسك (الروسية)